# Amphinemura dentifera
Amphinemura dentifera is een steenvlieg uit de familie beeksteenvliegen (Nemouridae). De wetenschappelijke naam van de soort is voor het eerst geldig gepubliceerd in 1979 door Zhiltzova.